# Carlo Casini

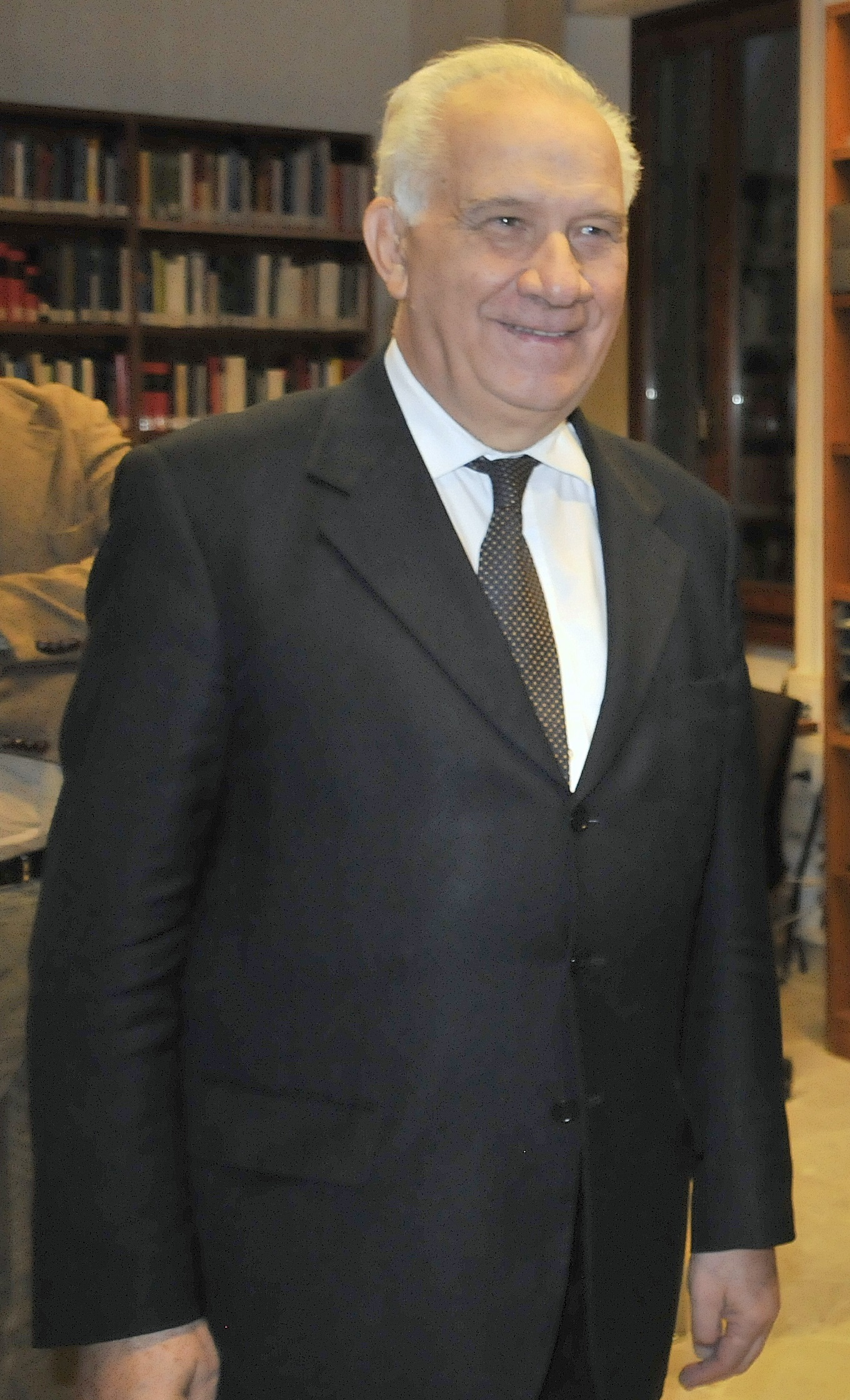
Carlo Casini (2011)

Carlo Casini (* 4. März 1935 in Florenz; † 23. März 2020 in Rom) war ein italienischer Politiker der christdemokratischen Partei UDC und Mitglied des Europäischen Parlaments in der Fraktion der Europäischen Volkspartei.

## Berufliche Laufbahn
Casini machte 1958 den Hochschulabschluss in Rechtswissenschaften und war danach 1960 als Rechtsanwalt, 1961–66 als Richter, ab 1966 als stellvertretender Staatsanwalt in Florenz sowie ab 1999 als Richter am italienischen Obersten Kassationsgericht tätig. Außerdem arbeitete er als Publizist und war Präsident der italienischen Lebensrechtsbewegung. Von 2000 bis 2008 war er Dozent für Völkerrecht, Menschenrechte und Bioethik am Päpstlichen Athenaeum Regina Apostolorum in Rom. Er gehörte bis 2017 als ordentliches Mitglied der Päpstlichen Akademie für das Leben an.

## Politische Laufbahn
Von 1979 bis 1992 war Casini für die Democrazia Cristiana (DC) Abgeordneter im italienischen Parlament. Hier war er Berichterstatter für die Strafprozessordnung, für Adoption, für Drogen sowie für Terrorismus.
Nach dem Niedergang der DC schloss er sich 1994 der Partito Popolare Italiano (PPI) und dann dem Centro Cristiano Democratico (CCD) an, das schließlich 1996 in der UDC aufging. Casini trug den gleichen Nachnamen wie der Vorsitzende der UDC, Pier Ferdinando Casini, war jedoch nicht mit ihm verwandt.
Bei der Europawahl 1984 wurde Casini erstmals ins Europäische Parlament gewählt, dem er bis 1999 angehörte, unter anderem als Vorsitzender des Rechtsausschusses. 2006 zog er als Nachrücker für seinen Parteifreund Armando Dionisi erneut ins Europaparlament ein. Bei der Europawahl in Italien 2009 wurde er bestätigt und danach im Parlament zum Vorsitzenden des Ausschusses für konstitutionelle Fragen gewählt.
Casini war Mitglied in der Konferenz der Ausschussvorsitze und in der Delegation in der Paritätischen Parlamentarischen Versammlung AKP-EU. Stellvertreter war Casini im Ausschuss für auswärtige Angelegenheiten und in der Delegation für die Beziehungen zur Volksrepublik China.